# Barry Madlener
Barry Madlener (Leiden, 6 januari 1969) is een Nederlands politicus namens de Partij voor de Vrijheid (PVV). Van 2 juli 2024 tot 3 juni 2025 was hij minister van Infrastructuur en Waterstaat in het kabinet-Schoof. Daarvoor was hij van 2006 tot 2024 lid van de Tweede Kamer, met een onderbreking tussen 2009 en 2012, toen hij PVV-delegatieleider in het Europees Parlement was. Daar was hij lid van de commissie van Buitenlandse Zaken.

## Levensloop
Madlener is opgegroeid in Oostvoorne. Nadat hij zijn havo-diploma had behaald, volgde hij een opleiding makelaardij. Hij was hierna geruime tijd makelaar in bedrijfspanden. Op 14 maart 2002 werd hij geïnstalleerd als lid van de gemeenteraad van Rotterdam voor Leefbaar Rotterdam (LR). Hij was ook betrokken bij de oprichting van Leefbaar Nederland, waar hij zich aanmeldde bij Kay van de Linde.

### Bij Leefbaar Rotterdam
Bij de gemeenteraadsverkiezingen in 2002 stond Madlener als nummer 11 op de lijst van Leefbaar Rotterdam, de plaatselijke partij die werd aangevoerd door Pim Fortuyn, die later dat jaar zou worden vermoord. Madlener gold als een "vertrouweling van Pim Fortuyn".
De partij behaalde bij deze "historische verkiezingen" op 6 maart 2002 17 zetels, ook tot zijn eigen verbazing (hij rekende op "6 à 8 zetels"). Na het behalen van zijn zetel in de gemeenteraad, op 33-jarige leeftijd, fungeerde hij als persvoorlichter van de fractie. In de fractie kreeg hij de "fysieke infrastructuur" van de stad in zijn portefeuille. In die hoedanigheid werd hij een vurig pleitbezorger voor de aanleg van een campus bij de Erasmus Universiteit.
Als lid van de gemeenteraad te Rotterdam voor Leefbaar Rotterdam maakte hij zich ook hard voor een verbod op het dragen van hoofddoeken door gemeenteambtenaren. Hij stelde twee moties op: een voor het verbod op het dragen van "religieuze uitingen" voor ambtenaren, en eenzelfde motie voor het onderwijs. Ook stelde hij dat op de scholen moslimmeisjes verplicht moesten worden te sporten samen met jongens.

### Bij de PVV
In 2005 sloot Madlener zich bij Geert Wilders aan toen deze uit de VVD stapte. Toen was LR-leider Marco Pastors nog niet bezig met zijn landelijke partij EénNL. Madlener was een van de opvallende namen op de kandidatenlijst van de Partij voor de Vrijheid (PVV) bij de Tweede Kamerverkiezingen 2006. In augustus 2006 werd de kandidatenlijst bekendgemaakt. Hij verklaarde dat de overstap naar Wilders' partij voor hem "een logische stap" zou zijn: "Ik steun Wilders al vanaf het moment dat hij uit de VVD is gestapt. Hij heeft lef en moed. Hij heeft veel over zich heen gekregen, net als Pim Fortuyn ooit, en is toch doorgegaan. Daar heb ik veel respect voor."
Dat hij zich niet heeft aangesloten bij de nieuwe partij EénNL van Pastors (Leefbaar Rotterdam) en Eerdmans (LPF) was volgens hem evengoed verklaarbaar: "Toen ik me bij Wilders aansloot, was er nog niets bekend van de landelijke ambities van Pastors. Het liefst had ik gezien dat Pastors en Wilders samen zouden gaan, maar helaas zijn ze het niet eens geworden op een aantal punten." Op 12 december 2006 hield hij zijn maidenspeech bij de begroting voor het ministerie van VROM.
Op 5 april 2009 maakte Madlener samen met fractieleider Wilders in een vraaggesprek met De Telegraaf bekend lijsttrekker te worden voor de PVV tijdens de Europese verkiezingen van 4 juni 2009. De PVV haalde 4 zetels binnen en werd hiermee, na het CDA, de op één na grootste partij van Nederland in het Europees Parlement. Op 25 juni 2009 nam Madlener samen met collega-Kamerlid Wim van de Camp afscheid van de Tweede Kamer. De afscheidswoorden van Kamervoorzitter Gerdi Verbeet waren: "U was een aimabel en kleurrijk Kamerlid met een hoge aaibaarheidsfactor". Opvolger van Madlener werd Richard de Mos. Op 23 oktober 2009 gaf Madlener aan dat zijn partij de maandelijkse fractievergoeding van 4200 euro per parlementslid voor 90% zal weigeren omdat hij dit "schandelijk veel" vindt.
Op 6 juli 2011, de eerste dag dat Polen het voorzitterschap van de Europese Unie had, zei Madlener tijdens een debat dat Nederland "geen Poolse werklozen en Roemeense bedelaars wil onderhouden". Dit leidde tot een reeks verontwaardigde reacties, waaronder een brief van de Europese christendemocraat Zasada, waarin deze er onder andere op wees dat op Nederlandse oorlogsbegraafplaatsen talloze Polen liggen begraven, die geholpen hebben bij de bevrijding van Nederland in de Tweede Wereldoorlog.
Madlener bleef lid van het Europarlement tot 20 september 2012, toen hij terugkeerde naar de Tweede Kamer. Daar bleef hij vervolgens tot 2024.
Vanaf 2 juli 2024 was Madlener minister van Infrastructuur en Waterstaat in het kabinet-Schoof. Op 3 juni 2025 trad hij af als minister, als gevolg van een coalitiecrisis omtrent asielmaatregelen en de daarop volgende val van het kabinet.

## Persoonlijk
Madlener is woonachtig in Rockanje en heeft gedurende zijn jeugd in Oostvoorne gewoond. Later is hij naar Rotterdam verhuisd om te studeren. Hij leerde in Brussel zijn Kroatische echtgenote kennen met wie hij een kind heeft. Als hobby houdt Madlener zich bezig met tuinieren.
- Parlement.com: vhfz2w3q4zho